# Jan E. Koula
Jan E. Koula (20. května 1896 Nové Město (Praha) – 22. listopadu 1975 Praha), křtěný Jan Křtitel, uváděný jako Jan Evangelista Koula či Jan Emil, byl český architekt, pedagog architektury, teoretik a publicista moderní orientace.

## Život
Byl synem architekta, designéra a profesora pražské Polytechniky Jana Kouly (1855–1919). Absolvoval studium architektury na téže škole. Věnoval se zčásti projektování, ve kterém se přiklonil k funkcionalismu, a dále práci teoretika architektury a publicisty. Učil na Vysoké škole uměleckoprůmyslové v Praze, kde dosáhl hodnosti profesora, a na Vysoké škole technické v Bratislavě. Vydal několik knih, ve kterých propagoval moderní architekturu a ovlivnil její přijetí českou společností. Některé jeho rané publikace graficky upravoval Ladislav Sutnar, k některým si typografii i obálku navrhoval sám. Byl členem Devětsilu a spolupracovníkem Družstevní práce.

## Dílo

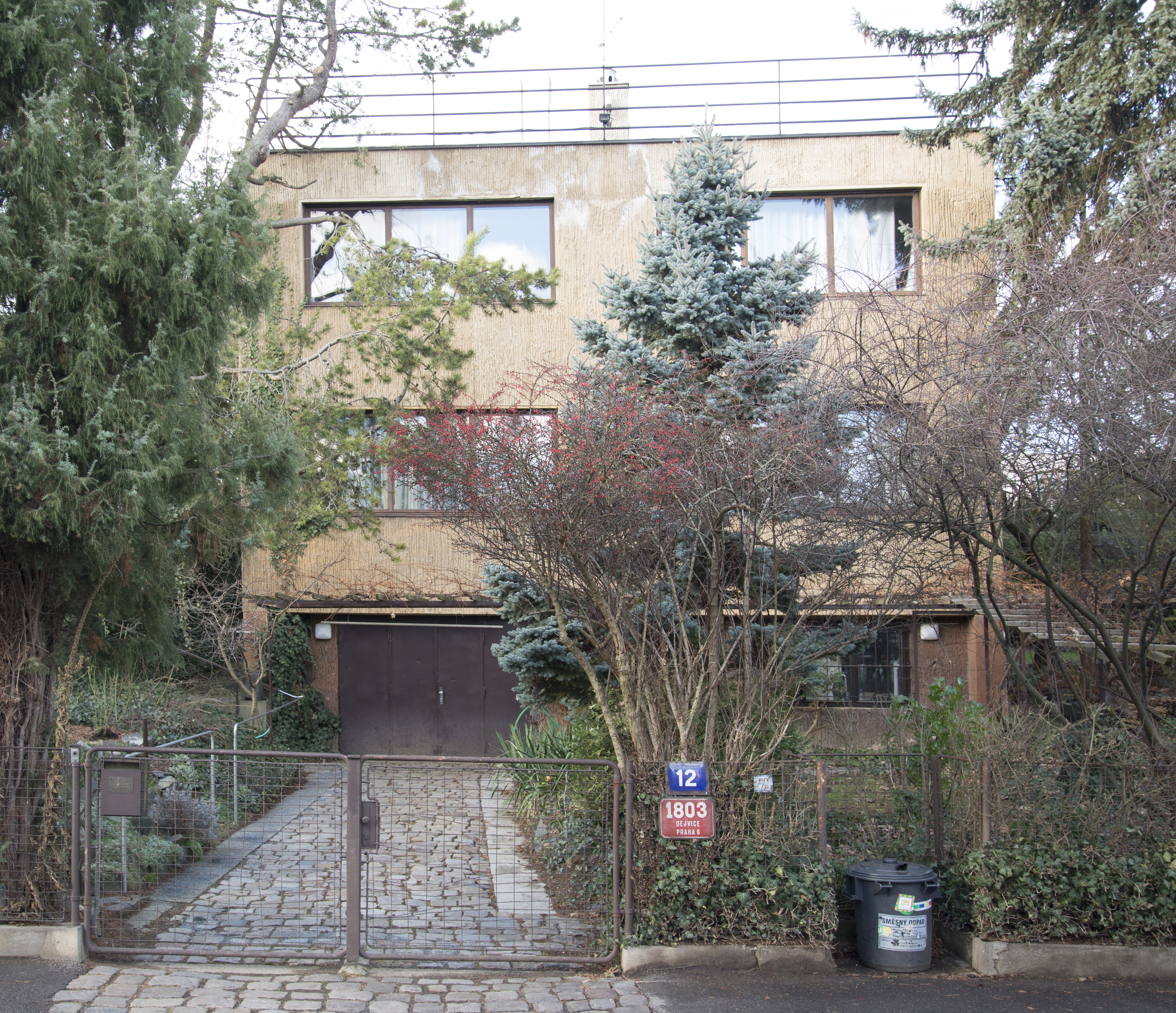
Vila Václava Poláčka v kolonii Baba

- Postavil dům Václava Poláčka v Praze-Dejvicích v kolonii Na Babě (Na Babě 1803/12)
- vila Jaroslava Šaldy (1928), Praha 5-Smíchov, kulturní památka
- Navrhoval přestavby a úpravy interiérů
- Navrhoval nábytek.
- Pozůstalost včetně skic projektů je uložena v Archivu architektury Národního technického muzea v Praze.